# Мальво, Ли
Ли Бойд Мальво — американский серийный убийца, осужденный за серию убийств в районе Вашингтона в октябре 2002-го. Сам Мальво признался, что планировал целый месяц убивать по 6 человек в день, дабы «запугать нацию». Позже стало ясно, что эти нападения были лишь завершением серии атак на Штаты, начавшихся ещё на Западном Побережье. Втянул Бойда в пособничество мировому терроризму Джон Аллен Мухаммед (John Allen Muhammad); впрочем, полностью мотивы юного убийцы полицейские так и не расшифровали до конца. Одной из самых популярных версий является чисто финансовая заинтересованность Мальво — предполагается, что Мухаммед пообещал ему выбить из правительства США 10 миллионов долларов выкупа за прекращение убийств; эти деньги должны были пойти на создание утопического общества для 140 бездомных не-белых детей афроамериканцев где-то в Канаде. Отбывает пожизненное заключение.
Впервые Мальво и Мухаммед встретились на Ямайке в 1999-м — тогда Ли Бойд и его мать, Уна Сцеон Джеймс (Una Sceon James), отдыхали на Антигуа-и-Барбадосе (Antigua and Barbuda). Уна подружилась с Джоном; впрочем, куда более крепкая дружба у Мухаммеда началась с сыном Джеймс. Позже мать оставила Ли Бойда со своим новым другом, уехав по подложным документам во Флориду; в 2001-м сын последовал за ней. В декабре Уна и Ли были арестованы пограничниками; уже в январе 2002-го Мальво вышел на свободу — и вскоре после этого вновь встретился с Мухаммедом. Через некоторое время Ли перебрался в Беллингем, штат Вашингтон (Bellingham, Washington); там он жил вместе с Джоном в приюте для бездомных, параллельно посещая местную школу — в которой, кстати, считали, что Мухаммед приходится мальчику отцом. Именно в Белингеме Ли Бойд и обзавелся оружием — ему удалось украсть в местном оружейном магазине винтовку «Bushmaster XM-15». Метко стрелять мальчика учил его «отец».
Первой жертвой Бойда стал 54-летний Джон Гаэта (John Gaeta); подстрелил его Мальво 1-го августа 2002-го. Гаэте удалось выжить; к сожалению, отнюдь не всем жертвам Бойда так повезло — в общей сложности юный снайпер ранил 6 и убил 11 человек. После ареста Мальво было предъявлено два основных обвинения — убийство аналитика ФБР Линды Франклин (Linda Franklin) в процессе террористического акта и убийство нескольких человек за промежуток времени меньше трех лет.
Ли настаивал на своей полной невиновности, заявляя, что действовал под полным контролем Мухаммеда — позже стало ясно, что этот контроль по большей части представлял собой описанные выше сказки об утопической стране для афроамериканцев в Канаде.
18-го декабря 2003-го, после 14-часового обсуждения, присяжные признали Мальво виновным по обоим пунктам; 23-го декабря в качестве меры наказания был предложен пожизненный срок без возможности досрочного освобождения. 10-го марта 2004-го судья официально подтвердил предложенное наказание; позже к пожизненному сроку добавилось ещё 8 лет сверху — за нелегальное хранение оружия. Некоторое время ходили слухи, что Ли, несмотря на юный возраст, может быть приговорен к смертной казни; в дальнейшем эта идея отпала — хотя и не до конца. Мальво все ещё может быть казнен — если его выдадут в один из тех штатов, где его возраст на момент задержания защитой от смертной казни являться не будет.
На данный момент Ли Бойд Мальво отбывает свой срок в государственной тюрьме «Ред-Онион» («Red Onion State Prison»). Известно, что, как минимум, дважды снайпер связывался с пострадавшими в результате его действий: 2-го октября 2007-го он по телефону принес извинения Черил Витц (Cheryll Witz), дочери одного из раненых, а 21-го февраля послал письмо с извинениями своей первой жертве, Джону Гаэте.